# Moechotypa adusta
Moechotypa adusta là một loài bọ cánh cứng trong họ Cerambycidae.